# 함안소방서
함안소방서(咸安消防署, Haman Fire Station)는 경상남도 함안군을 관할하는 경상남도 소방본부 산하의 소방서이다.
소방서장은 소방정으로 보한다.

## 연혁
- 2006년 12월 28일: 함안소방서 개서
- 2010년 6월 3일: 의령소방서 분리

## 조직
| - 소방행정과 - 소방행정담당 - 예산장비담당 | - 예방안전과 - 안전지도담당 - 예방교육담당 - 민원실 | - 현장대응단 - 방호담당 - 구조구급담당 - 지휘조사담당 |

## 관할센터 및 관할구역
함안소방서는 3개의 119안전센터와 1개의 구조대를 산하에 두고 있다.
| 명칭                 | 사진 | 주소                | 관할구역                               | 지역대         |
| -------------------- | ---- | ------------------- | -------------------------------------- | -------------- |
| 가야119안전센터      |      | 가야읍 선왕길 59    | 가야읍, 함안면, 대산면, 산인면, 여항면 | 대산119지역대  |
| 칠원119안전센터      |      | 칠원읍 용산2길 121  | 칠원읍, 칠서면, 칠북면                 | 칠서119 지역대 |
| 군북119안전센터      |      | 군북면 함마대로 760 | 군북면, 법수면                         | 법수119 지역대 |
| 함안소방서 119구조대 |      | 가야읍 선왕길 59    | 경상남도 함안군 일원                   |                |

## 같이 보기
- 대한민국 소방청
- 대한민국의 소방
- 대한민국 소방공무원